# Tourbillon de Paris
Pour les articles homonymes, voir Tourbillon.
Pour film de Julien Duvivier, voir Le Tourbillon de Paris.
Pour plus de détails, voir Fiche technique et Distribution.
Tourbillon de Paris est un film français réalisé par Henri Diamant-Berger, et sorti en 1939. Le film est produit par Ray Ventura qui y joue d'ailleurs son propre rôle.

## Synopsis
Des étudiants, musiciens amateurs montés à Paris, ont besoin d'argent et se présentent comme des musiciens professionnels.

## Fiche technique
- Réalisation : Henri Diamant-Berger, assisté d'Henri Calef
- Scénario : André Hornez, Jean Nohain
- Producteur : Ray Ventura
- Directeur de la photographie : Fred Langenfeld
- Photographe de Plateau : Léo Mirkine
- Musique : Paul Misraki
- Montage : Christian Gaudin, Charlotte Guilbert
- Format : Son mono - Noir et blanc - 35 mm  - 1,37:1
- Genre : Comédie-Film musical
- Durée : 88 minutes
- Dates de sortie : 
  - France : 13 décembre 1939
  - États-Unis : 9 février 1946 sous le titre Whirlwind of Paris
- Affiche : Claire Finel (France)

## Distribution
- Ray Ventura
- Fernand Charpin : Charbonnier
- Marguerite Pierry : Mme. Charbonnier
- Mona Goya : Marie-Claude
- Jean Tissier : Rosales
- Paul Misraki : Paul
- Ludmilla Pitoëff : Mony
- Grégoire Aslan : Coco
- Samson Fainsilber
- Marcel Vallée
- Jeanne Fusier-Gir
- Thérèse Dorny
- Georges Bever : Le machiniste
- André Dassary : Un collégien
- Paul Demange
- Pierre Feuillère : Le compositeur
- Claire Gérard : La concierge
- Milly Mathis : Pâquerette
- Marthe Mussine : La deuxième secrétaire
- André Nicolle : Le médecin
- Robert Ozanne : Julot
- Georges Paulais : Le pilote
- Pierre Sergeol : Le vendeur
- Sinoël : Le directeur
- Madeleine Suffel : La caissière